# برج قدیمی ساعت
برج قدیمی ساعت بابلسر منصوب به شیخ سید صالح صالحی مشهدسری (سر سلسله خاندان صالحی از قدیمی ترین و اصیلترین خاندان این شهرستان) میباشد که مربوط به دوره پهلوی اول است؛ که بعد از انقلاب به تصرف دولت در آمد و قدمت آن با پل فلزی قوسی بابلسر برابری تقریبی دارد. و در بابلسر، خیابان فلسطین (یا خیابان کاخ)، واقع شده و این اثر در تاریخ ۹ بهمن 1386 با شمارهٔ ثبت ۲۰۶۶۸ به‌عنوان یکی از آثار ملی ایران به ثبت رسیده است.[۱]. اینک این عمارت باشکوه که نماد زیبایی شهر بابلسر میباشد در حال بازسازی است. با توجه به همکاری بانک ملی در محل برج ساعت هتل اقامتی برج ساعت در حال احداث و بهره برداری می باشد که پس از مرمت و بازسازی برج ساعت امکان بازدید و اقامت برای افراد از سراسر دنیا فراهم خواهد شد. 